# Эверетт Аквасокс
«Эверетт Аквасокс» (англ. Everett AquaSox) — профессиональный бейсбольный клуб, базирующийся в Эверетте в штате Вашингтон. Команда выступает в Западной лиги уровня Хай-A. Домашние матчи «Аквасокс» проводят на Эверетт-Мемориал-стэдиум, вмещающем 3 682 зрителя. С 1995 года он входит в структуру клуба Главной лиги бейсбола «Сиэтл Маринерс».
Клуб был основан в 1984 году под названием «Эверетт Джайентс» и был частью фарм-системы клуба «Сан-Франциско Джайентс». С момента создания до 2020 года команда играла в Северо-Западной лиге. Дважды, в 1985 и 2010 годах, она выигрывала чемпионский титул.

## История
Команда была основана в 1984 году, когда Боб и Маргарет Баваси приобрели клуб «Блу Маунтин Беарс», базировавшийся в городе Уолла-Уолла. Новая команда вошла в структуру клуба Главной лиги бейсбола «Сан-Франциско Джайентс» и переехала в Эверетт. С 1984 по 1994 год «Эверетт Джайентс» выступали в Северо-Западной лиге уровня A сокращённого сезона, одного из низших в системе младших бейсбольных лиг Северной Америки. В 1985 году команда впервые в своей истории выиграла чемпионат Северо-Западной лиги. В июне 1987 года в составе «Аквасокс» первый хоум-ран в своей карьере выбил Кен Гриффи—младший. Позднее на месте падения мяча за пределами стадиона «Эверетт-Мемориал» была установлена памятная табличка.
В 1995 году был подписан договор о сотрудничестве с клубом «Сиэтл Маринерс» и команда сменила название на «Аквасокс». В 1998 году Баваси продали клуб Марку Сперандио, в 2004 году его владельцами стали выходцы из Кливленда Питер и Рита Карфанья. С 2008 года клуб принадлежит калифорнийской компании 7th Inning Stretch, которая владеет ещё несколькими командами младших лиг. В 2010 году «Аквасокс» второй раз стали победителями Северо-Западной лиги.
В декабре 2020 года было объявлено, что «Аквасокс» после реформы системы младших лиг продолжат сотрудничество с «Маринерс». Северо-Западная лига была упразднена, команда перешла в Западную лигу уровня Хай-A. Главным изменением для клуба стал переход от сокращённого чемпионата из 76 матчей к полному, состоящему из 140 игр.

### Символика
Логотипом команды является лягушка. По словам клубного радиокомментатора Пэта Диллона, ссылающегося на пресс-релиз 1995 года, такой символ был выбран из-за географического положения Эверетта, большого количества дождей и высокой влажности в этом регионе. Дизайнер, создаваший эмблему, использовал образы королевской квакши и красноглазой квакши.
Название «Аквасокс» является данью бейсбольной традиции, когда команды часто назывались словом «Сокс» (англ. Sox) с добавлением цвета формы. Один из альтернативных логотипов представляет собой пару лягушачьих лапок в носках голубого цвета. На бейсболках с 2010 года изображается повёрнутый на 90 градусов трезубец, который является отсылкой к «Сиэтл Маринерс» и одновременно представляет стилизованную букву «E», первую в названии Эверетта.
В 2018 году команда впервые приняла участие в программе Copa de la Diversión, целью которой было привлечение испаноязычной аудитории. Во время игр, посвящённых этому событию, «Аквасокс» играли под названием «Эверетт Конкистадорес».